# Wim Janssen (voetballer)
Wim Janssen (Tegelen, 18 oktober 1948) is een voormalig Nederlands voetballer die tijdens zijn profloopbaan uitsluitend voor FC VVV uitkwam.

## Loopbaan
De van derdeklasser Tiglieja afkomstige Janssen maakte in 1970 de overstap naar het betaald voetbal. Op 15 november 1970 debuteerde hij namens FC VVV in een uitwedstrijd bij PEC (1-2 overwinning). De centrale verdediger, die ook inzetbaar was als middenvelder, stond vier jaar onder contract bij de Venlose club, maar wist geen vaste basisplek af te dwingen. In 1974 keerde Janssen terug naar Tiglieja waar hij nog jarenlang als aanvoerder in het eerste elftal speelde.

## Profstatistieken
| Seizoen         | Club            | Competitie      | Competitie | Competitie | Beker | Beker | Nacompetitie | Nacompetitie | Totaal | Totaal |
| Seizoen         | Club            | Competitie      | Wed.       | Dlp.       | Wed.  | Dlp.  | Wed.         | Dlp.         | Wed.   | Dlp.   |
| --------------- | --------------- | --------------- | ---------- | ---------- | ----- | ----- | ------------ | ------------ | ------ | ------ |
| 1970/71         | FC VVV          | Tweede divisie  | 9          | 0          | 0     | 0     | —            | —            | 9      | 0      |
| 1971/72         | FC VVV          | Eerste divisie  | 2          | 0          | 0     | 0     | —            | —            | 2      | 0      |
| 1972/73         | FC VVV          | Eerste divisie  | 5          | 0          | 0     | 0     | —            | —            | 5      | 0      |
| 1973/74         | FC VVV          | Eerste divisie  | 4          | 0          | 0     | 0     | —            | —            | 4      | 0      |
| Carrière totaal | Carrière totaal | Carrière totaal | 20         | 0          | 0     | 0     | 0            | 0            | 20     | 0      |